# Hagen (Viersen)
Hagen ist ein Ortsteil der nordrhein-westfälischen Kreisstadt Viersen.

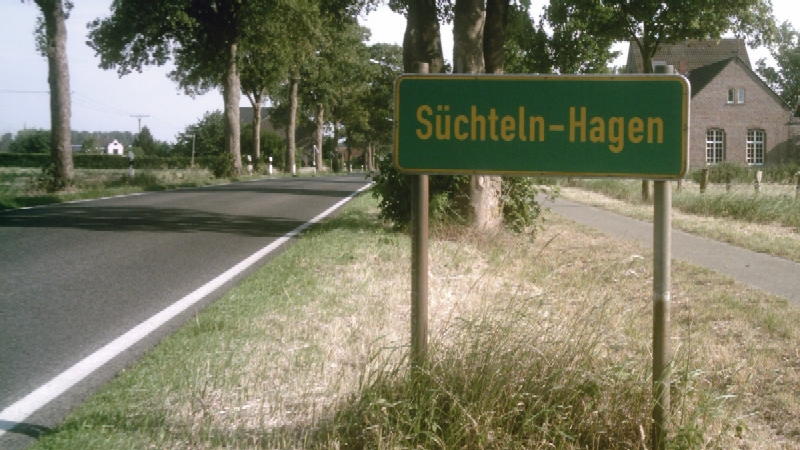
Nördlicher Ortseingang von Hagen an der L 139.

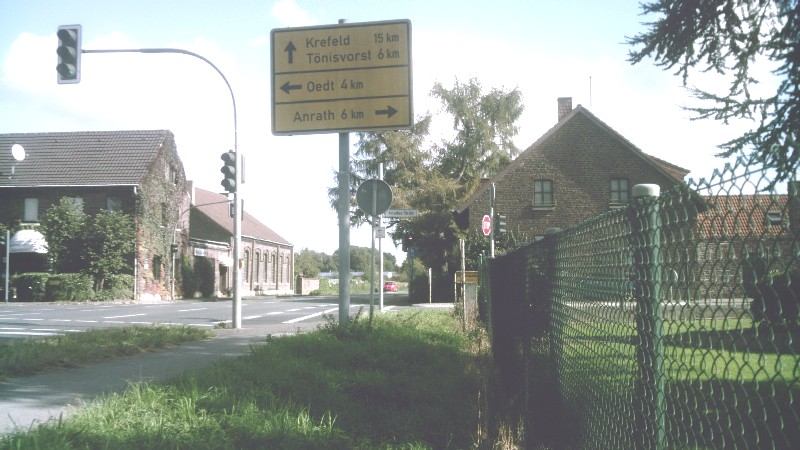
Straßenkreuzung in Hagen

## Geschichte
Hagen war bis zum 31. Dezember 1969 ein Ortsteil der früheren Gemeinde Oedt. Er wurde am 1. Januar 1970 nach Viersen umgemeindet. Innerhalb Viersens gehört Hagen seitdem zum Stadtbezirk Süchteln.

## Verkehr

### Straßenverkehr
Hagen ist den Bewohnern der umliegenden Orte hauptsächlich als Verkehrsknotenpunkt bekannt:

Hier treffen die L 391 (aus Mülhausen und Oedt) und die K 17 (aus Anrath und Neersen) mit der L 475 (Tönisvorster Straße) zusammen, die von Schwalmtal über Süchteln und Tönisvorst nach Krefeld führt.

### Schienenverkehr
Durch Hagen verlief früher eine normalspurige Kleinbahnstrecke der Krefelder Eisenbahn, die aber inzwischen stillgelegt ist und zum Radweg umgebaut wurde.

### Busverkehr
Als Ortsteil von Viersen zählt Hagen zum Gebiet des Verkehrsverbunds Rhein-Ruhr und wird
von zwei SWK-Buslinien bedient:
- Die Linie 064 mit den Haltestellen „Hagen“ und „Vennbruch“:

Sie kommt von Brüggen-Bracht über Nettetal-Lobberich und Süchteln nach Hagen und fährt weiter Richtung Tönisvorst-St.Tönis. Dort besteht Anschluss an die Krefelder Straßenbahnlinie 041 (St.Tönis ↔ Fischeln).
- Die Linie 066 mit den Haltestellen „Hagen“ und „Loegend“:

Sie kommt vom Süchtelner Busbf. nach Hagen und fährt über Oedt weiter Richtung Bahnhof „Kempen“. Dort besteht u. a. Anschluss an die Regionalexpress-Linie RE10 (Kleve ↔ Düsseldorf).

## Sehenswürdigkeiten

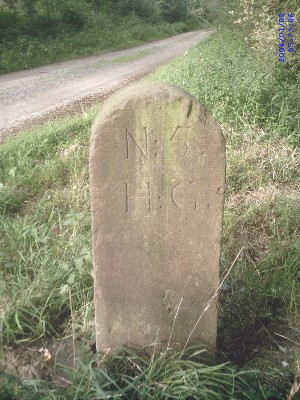
Alter Kurkölnisch-Jülich'scher Grenzstein Nº5

### Grenzmarkierungen
Hagen ist ein altes Kurkölnisches Grenzgebiet.

In diesem Zusammenhang wurden hier im 18. Jahrhundert Grenzsteine aufgestellt, um die damalige Grenze zum früheren Herzogtum Jülich zu markieren, davon ist der
- Grenzstein Nº5

im Hager Feld, neben der Überquerung des Kanals III C, noch vorhanden.

Ein weiteres Exemplar, der Grenzstein Nº1, existiert noch am Rande des benachbarten Clöraths im Salbruch.